# Вишнівська сільська рада (Любомльський район)
Вишнівська сільська рада Вишівської сільської територіальної громади (до 2016 року — Вишнівська сільська рада Любомльського району Волинської області) — орган місцевого самоврядування Вишнівської сільської громади Волинської області.

## Склад ради
Рада складалася з 26 депутатів та голови.
Перші вибори депутатів до ради громади та сільського голови відбулись 30 квітня 2017 року. Було обрано 26 депутатів ради, серед них (за суб'єктами висування): 11 — УКРОП, 8 — Всеукраїнське об'єднання «Батьківщина», — самовисування, 2 — Всеукраїнське об'єднання «Свобода», по одному — Об'єднання «Самопоміч» та БПП «Солідарність».
Головою громади обрали позапартійного самовисуванця Віктора Сущика, чинного Вишнівського сільського голову.

## Історія
До 19 травня 2017 року — адміністративно-територіальна одиниця в Любомльському районі Волинської області.
До 2016 року сільській раді підпорядковувались села Вишнів, Бабаці, Коцюри, рада складалась з 16 депутатів та голови.
Керівний склад ради
| ПІБ                     | Основні відомості                                                    | Дата обрання | Дата звільнення |
| ----------------------- | -------------------------------------------------------------------- | ------------ | --------------- |
| Кулик Олексій Антонович | Сільський голова, 1951 року народження, освіта, член народної партії | 26.03.2006   | 31.10.2010      |
| Кулик Олексій Антонович | Сільський голова, 1951 року народження, освіта вища, безпартійний    | 31.10.2010   |                 |

Примітка: таблиця складена за даними джерела
Згідно з переписом УРСР 1989 року чисельність наявного населення сільської ради становила 2934 особи, з яких 1407 чоловіків та 1527 жінок.
За переписом населення України 2001 року в сільській раді мешкало 1519 осіб.
Розподіл населення за рідною мовою за даними перепису 2001 року:
| Мова       | Відсоток |
| ---------- | -------- |
| українська | 99,02 %  |
| російська  | 0,72 %   |
| білоруська | 0,26 %   |